# (8609) Shuvalov
(8609) Shuvalov (1977 QH3) – planetoida z pasa głównego asteroid okrążająca Słońce w ciągu 3,74 lat w średniej odległości 2,41 au. Odkryta 22 sierpnia 1977 roku.